# Ophioplinthaca athena
Ophioplinthaca athena är en ormstjärneart som beskrevs av A.H. Clark 1949. Ophioplinthaca athena ingår i släktet Ophioplinthaca och familjen knotterormstjärnor. Inga underarter finns listade i Catalogue of Life.